# From Slogans to Mantras
From Slogans to Mantras: Social Protest and Religious Conversion in the Late Vietnam War Era (рус. От слоганов к мантрам: Социальный протест и религиозное обращение в поздний период Войны во Вьетнаме) — монография канадского социолога религии Стивена Кента, впервые опубликованная в 2001 году. Предисловие написал Бенджамин Заблоки. Кент анализирует такие религиозные группы, как «Дети Бога», Миссия божественного света, Церковь объединения, Международное общество сознания Кришны, саентология, Трансцендентальная медитация и др.

## Отзывы
Журнал Choice назвал From Slogans to Mantras выдающейся научной работой, которая должна быть в каждой библиотеке. Publishers Weekly описал книгу как компактное исследование, написанное ясным языком. Издание отметило, что Кент в своей работе исследует конвергенцию интереса американской молодёжи к радикальной политике и протестной деятельности, и её духовных исканий в необычных религиозных течениях. Джеймс Овербек в своей рецензии, опубликованной в Library Journal, рекомендовал книгу для научных и общественных библиотек. Он отметил, что Кент использовал в своей книге личные нарративы и альтернативную прессу. Дони Уитсетт в рецензии для Cultic Studies Review нашёл, что книга информативна и написана простым языком, свободным от социологического жаргона, что делает её доступной для неспециализированной аудитории. Джилл Гилл в Humanities and Social Sciences Online назвал книгу полезной для курсов по истории религии в Америке и похвалил её за доступность языка, краткость и увлекательность изложения.
Менее позитивной была рецензия Питера Уильямса в The Journal of American History. Он назвал книгу «слегка интересной и полезной сноской к 1960-м годам», отметив, что Кент мог бы представить тему более развёрнуто. Критичную рецензию на книгу написал также Массимо Интровинье, опубликовав её на сайте CESNUR. Интровинье осудил Кента за его чрезмерно критическое отношение к новым религиозным движениям, но вместе с тем отметил, что книга была интересной, и что затронутая Кентом тема постполитической судьбы активистов 1960-х годов была важной и заслуживающей тщательного исследования.